# Anton Hoen
Anton Hoen (* um 1540/41 in Herborn; † 7. August 1587 ebenda) war Landschreiber, Befehlshaber und Amtsverweser der Grafschaft Diez.

## Leben und Wirken
Der um 1540/41 geborene Anton Hoen trat nach seinem Studium der Rechtswissenschaft in Wittenberg als Landschreiber der Grafschaft Diez 1566 in den Dienst des Hauses Nassau-Dillenburg. Während seines Studiums wurde Anton – wie so manche seiner Zeitgenossen – durch den Tod des Praeceptor Germaniae Philipp Melanchthon zu Dichtungen angeregt. Drei seiner großen und kunstvollen Gedichte, die 1560 und 1561 entstanden sind, wurden an ehrenvoller Stelle publiziert.
Anton Hoens humanistische Bildung befähigte ihn zur Abfassung umfangreicher Dichtungen, in denen er nicht nur seine sprachliche Gewandtheit, sondern auch eine saubere Gedankenführung unter Beweis stellte. Literarische Übungen gehörten damals zur Ausbildung jedes Studenten, wenn auch die wenigsten das für eine Drucklegung erforderliche Niveau erreichten. Der spätere Beruf bot dann meist für solche zeitraubenden Spiele keine Muße mehr. Obwohl Anton Hoen kein eigentlicher Dichter mit unverwechselbarer Individualität ist, lässt sich aus seinen Gedichten ein exemplarischer Vertreter einer hochgebildeten Beamtenschicht aus der Zeit des Späthumanismus kennen.
Anton Hoen stieg im Laufe der Zeit unter Graf Johann VI. zu einer bedeutenden Persönlichkeit der Grafschaft Diez auf. Schon bald nach seiner Ernennung zum Landschreiber wurde ihm neben der Kellerei des Klosters Dierstein auch die Führung der Kellereigeschäfte zu Nassau, Kirberg und Camberg übertragen, die er teilweise bis zu seinem Tode versah. Schon 1567 erscheint er als Befehlshaber und Amtsverweser der Grafschaft Diez, zu der damals außer dem nassau-katzenelnbogischen Anteil am Vierherrischen auch Hadamar und Ellar gehörten. Als Keller finden wir ihn für Nassau von 1574 an und für Kirberg und Camberg 1585 bezeugt, während er für Hadamar und Ellar 1582 bis 1587 als Amtmann erwähnt wird. Anton Hoen verstarb kurz vor dem 7. August 1587. Verheiratet war Anton Hoen mit Anna Camberger, der Tochter des nassauischen Rats Andreas Camberger. Anna Hoen heiratete am 14. November 1592 den Amtsnachfolger ihres verstorbenen Mannes, den Juristen Alexander Sohn.

## Kinder
Aus der Ehe Anton Hoens mit Anna Camberger sind drei Söhne bekannt geworden, die sämtlich in landesherrliche Dienste getreten sind. *Johann übernahm die Kellereien in Kirberg und Camberg,
- Anton der Jüngere (II.) wurde Keller über die ehemaligen Diersteiner Klostergüter und
- Philipp Heinrich avancierte zum Staatsmann des Hauses Nassau-Katzenelnbogen.

Philipp Heinrich Hoen hat nicht nur als bedeutender Jurist durch viel verbreitete Werke von Herborn aus gewirkt, er ist vielmehr der führende Rat und Staatsmann Nassau-Dillenburgs fast 40 Jahre lang gewesen, weit bekannt und hoch geehrt, am Grafenhof in Dillenburg so gut wie am Kaiserhof in Wien. Philipp Heinrich war in erster Ehe mit einer Tochter Anna (Enchen) des nassau-dillenburgischen Rates Erasmus Stöver verheiratet. Von seinem Schwiegervater hatte er zu Dillenburg ein mit »Burgfreiheit« versehenes Haus »uff der Hütten nechst dem Stiefel gelegen« geerbt, das er mit seiner Familie bewohnte und von dessen Grundstück er und seine Frau 1622 einen Teil an den Dillenburger Gerichtsschöffen und Gastwirt der »Herberge zum Stiefel« Eoban Kempfer und dessen Frau Margarete verkauften. Hoens Frau Anna starb am 2. Mai 1635 auf dem Schloss zu Dillenburg und wurde am 7. Mai in der Dillenburger Stadtkirche zu Grabe getragen. 1636 trat Rat Hoen in eine zweite Ehe mit Elisabeth von Se(e)lbach-Zeppenfeld (gest. 1648) ein. Sonstige Nachrichten über Hoens Privatleben fehlen fast völlig. Nur eine hat sich noch erhalten. Sie wirft ein bezeichnendes Licht auf die Verwirrungen der damaligen Zeit, in der, begünstigt durch Krieg und Pest, der Hexenwahn wieder aufflammte. Dass er auch im Dillenburger Land seine Opfer forderte, wobei es sogar zu einem persönlichen Angriff auf einen so verdienten und hochangesehenen Mann wie Philip Heinrich von Hoen kommen sollte, besagt eine Nachricht, dass in einem Prozess 1632 eine schlecht beleumdete Frauensperson aus Eibach angegeben habe »der Rat Hoen selbst sei mit bei dem Hexentanz gewesen, denn er sei ein Hexenmeister und habe sich nicht nur betrunken, sondern auch sonst ungezogen betragen«.

## Enkelkinder
Aus der Ehe Philipp Heinrichs mit Anna Stöver gehen drei Söhne und neun Töchter hervor, von denen einige anscheinend früh gestorben sind. Auch zwei der Söhne starben noch vor ihren Eltern.
- Erasmus, der älteste der drei, besuchte bis Ende Oktober 1614 die Dillenburger Lateinschule, wechselte am 4. November 1614 in die 5. Klasse des Herborner Pädagogiums und studierte 1623 Rechtswissenschaft an der dortigen Hohen Schule. Später ging er zum Militär und nahm in den Niederlanden, anschließend im Heer des Dänenkönigs Christian IV. an den Kämpfen der damaligen Zeit teil. Er trat 1631 in venezianische Dienste, in denen er jedoch noch im gleichen Jahr bei der Überfahrt nach Venedig in dem »Kantabrischen Meer« ertrank. In der Herborner Matrikel finden wir bei Erasmus Hoen den folgenden Zusatz: »postea miles in Belgio, item sub rege Daniae, tandem inter alios lectus a Venetianis in urbe Amstedolamiensi; quorum signa e Batavia secutus naufragio in Oceano Contabrico submersus anno 1631 obiit«.
- Philipp Heinrich der Jüngere (II.) ging am 25. April 1623 von der Dillenburger Lateinschule ab in die 3. Klasse des Herborner Pädagogiums und studierte ab 1626 an der Hohen Schule gleichfalls Rechtswissenschaft. Auch er wandte sich dem Kriegshandwerk zu, tat, wie sein Bruder, zunächst Dienst in den Niederlanden und trat anschließend in ein von seinem Landesherrn, dem Grafen Ludwig Heinrich von Nassau-Dillenburg, aufgestelltes und in schwedische Dienste überführtes Regiment ein, in dessen Reihen er als Fähnrich (Signifer) am 5. Februar 1634 während der Belagerung von Ruffach im Elsass den Soldatentod fand. Die Herborner Matrikel vermerkt hierzu: »postea miles in Belgio, tandem signifer sub generoso nostro comite domino Ludovico=Henrico in Nassau in exercitu regiae maiestatis Sueciae; in oppugnatione Ruffaci Alsatiorum oppidi anno 1634 nonis Febr. occubuit«.
- Anton (III.), der jüngste der Brüder, besuchte bis 1640 die Dillenburger Lateinschule und studierte ab 20. April 1640 in Herborn. Ab April 1641 steht er, wie seine Brüder, als Soldat im Heer der Niederlande und nimmt an der Belagerung von Gennep teil. Später setzt er seine Studien in Herborn, darauf in Franeker fort.

Von den fünf verbliebenen Töchtern Philipp Heinrich Hoens heiratete Anna Kunigunde Jacobe 1640 den verwitweten kaiserlichen Notar und Dillenburger Stadtschreiber Philipp Heinrich Manger, Katharina 1634 den aus Niederwesel bei Kleve stammenden Hofprediger Hermann Vigelius und eine weitere Tochter den Professor der Philosophie an der Hohen Schule zu Herborn Johann Philipp Schmidt.